# Liste der Gerichte in Sardinien
Die Liste der Gerichte in Sardinien dient der Aufnahme der staatlichen italienischen Gerichte der ordentlichen und besonderen Gerichtsbarkeit in der Autonomen Region Sardinien. Zurzeit sind nur Gerichtsorte angegeben.

## Ordentliche Gerichtsbarkeit
| Appellationsgericht           | Nachgeordnete (Landes-)Gerichte | Friedensgerichte                        |
| ----------------------------- | ------------------------------- | --------------------------------------- |
| Cagliari                      | Cagliari                        | Cagliari, Isili, Sanluri                |
| Cagliari                      | Lanusei                         | Lanusei                                 |
| Cagliari                      | Oristano                        | Oristano                                |
| Cagliari                      | Jugendgericht Cagliari          |                                         |
| Cagliari                      | Überwachungsgericht Cagliari    | (Überwachungsstelle Cagliari)           |
| Cagliari, Außenstelle Sassari | Nuoro                           | Bono, Nuoro                             |
| Cagliari, Außenstelle Sassari | Sassari                         | Ozieri, Pattada, Porto Torres, Sassari  |
| Cagliari, Außenstelle Sassari | Tempio Pausania                 | La Maddalena, Olbia, Tempio Pausania    |
| Cagliari, Außenstelle Sassari | Jugendgericht Sassari           |                                         |
| Cagliari, Außenstelle Sassari | Überwachungsgericht Sassari     | (Überwachungsstellen Nuoro und Sassari) |

Bei den Appellationsgerichten (Corte d’appello) werden Schwurgerichte zweiter Instanz eingerichtet, bei den Landesgerichten Schwurgerichte. Bei Appellationsgerichten gibt es Generalstaatsanwaltschaften, bei den Landesgerichten und Jugendgerichten Staatsanwaltschaften.
Beim Appellationsgericht Cagliari und beim Landesgericht Cagliari bestehen Kammern für Unternehmens-, Urheberrechts- oder Handelssachen.

## Besondere Gerichte
- Regionales Verwaltungsgericht (TAR) in Cagliari
- Regionale Steuerkommission (Finanzgericht) in Cagliari (mit Außenstelle in Sassari)
  - 4 Nachgeordnete Provinz-Steuerkommissionen in Cagliari, Oristano, Nuoro und Sassari
- Gericht für öffentliche Gewässer in Cagliari
- Außenstelle des Nationalen Rechnungshofes in Sardinien (Cagliari) (hat den Status eines Gerichts)
- Das Militärgericht Cagliari wurde 2007 aufgelöst. Für Sardinien ist das Militärgericht Rom zuständig.
- Aufgaben der Verfassungsgerichtsbarkeit übernimmt das Verfassungsgericht in Rom.